# Luís Maria Piquet
Luís Maria Piquet, primeiro e único barão de Santa Marta, (Rio de Janeiro, c. 1824 — Pelotas, 3 de outubro de 1904) foi um militar brasileiro.
Militar da marinha, participou da Guerra do Paraguai. Foi ajudante-geral da Armada, exercendo importantes comissões até 1890, chegou ao posto de vice-almirante.
Era cavaleiro da Imperial Ordem de São Bento de Avis e da Imperial Ordem do Cruzeiro e comendador da Imperial Ordem da Rosa.